# Gobemoucheron de Cuba
Polioptila lembeyei
Espèce
Statut de conservation UICN

 LC  : Préoccupation mineure
Le Gobemoucheron de Cuba est une espèce de passereaux de la famille des Polioptilidae. Son nom latin lui a été donné en l’honneur de l'ornithologue espagnol Juan Lembeye (1816-1889).